# Bewegung der Blockfreien Staaten

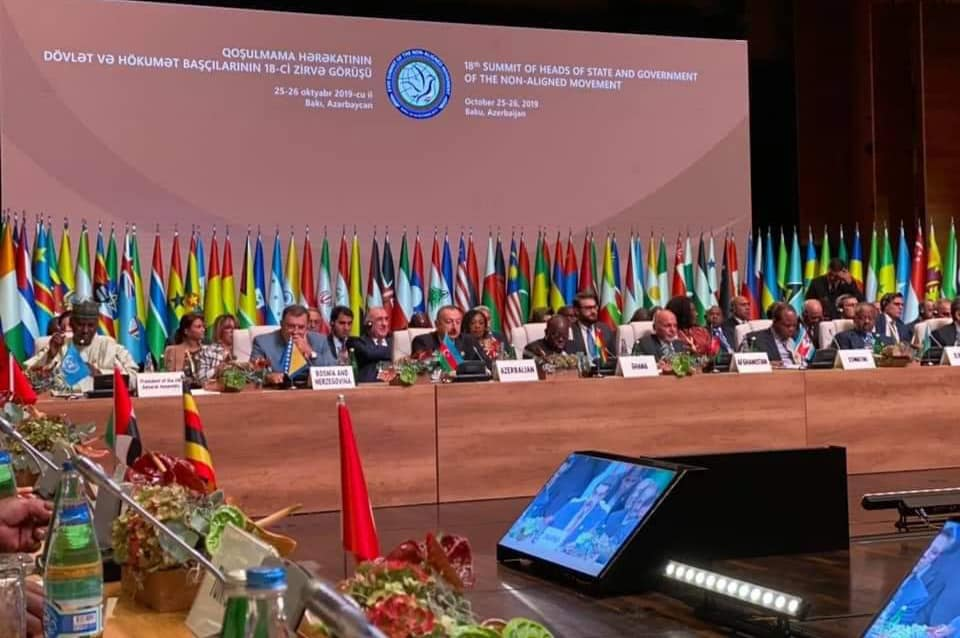
18. Gipfel der Bewegung der Blockfreien Staaten in Baku (2019)

Mitglieder (dunkelblau) und Beobachter (hellblau) der Bewegung der blockfreien Staaten

Die Bewegung der Blockfreien Staaten (kurz Bewegung der Blockfreien oder Blockfreien-Bewegung, englisch Non-Aligned Movement) ist eine Internationale Organisation von Staaten, deren erklärtes Ziel es war, sich im Ost-West-Konflikt nach dem Zweiten Weltkrieg neutral zu verhalten und keinem der beiden Militärblöcke anzugehören. Die Gründung der Organisation ging auf eine Initiative des jugoslawischen Präsidenten Josip Broz Tito, des ägyptischen Staatschefs Nasser, des indischen Premiers Nehru sowie des indonesischen Präsidenten Sukarno zurück. Die Organisation konstituierte sich 1961 auf ihrer ersten Sitzung in Belgrad. Ihr traten viele ehemalige afrikanische und asiatische Kolonien bei, die sich soeben erst als Staaten konstituiert hatten oder noch um ihre Unabhängigkeit rangen.
Die Organisation verurteilte die Blockbildung in der Zeit des Ost-West-Konfliktes wegen der Gefahr eines Dritten Weltkrieges und setzte sich für die friedliche Koexistenz und Abrüstung ein. Die steigende Zahl der Mitglieder machte es der Organisation jedoch zunehmend schwer, sich auf eine gemeinsame Politik zu einigen. Mit der Auflösung des Warschauer Paktes Anfang der 1990er Jahre verlor sie an Bedeutung. Die heterogene Zusammensetzung der Bewegung machte es schwer, gemeinsame Ziele zu definieren und zu verfolgen. Die Staaten der Blockfreien-Bewegung vertreten 55 Prozent der Weltbevölkerung und halten nahezu zwei Drittel der Sitze in der UN-Generalversammlung.
Das Ziel der Organisation ist die Gleichberechtigung zwischen den Staaten und eine positive wirtschaftliche Entwicklung der Mitgliedstaaten.

## Geschichte

Teilnehmerstaaten an der Konferenz von Bandung (1955)

Auf Initiative des indischen Ministerpräsidenten Nehru und des jugoslawischen Ministerpräsidenten Tito trafen sich 1955 Abgesandte aus 23 asiatischen und 6 afrikanischen Staaten im indonesischen Bandung. Es handelte sich dabei um Staaten, die weder dem westlichen noch dem östlichen Bündnissystem angehörten.
Als wichtigste Persönlichkeiten im Verlauf der Konferenz von Bandung erwiesen sich die Staats- und Regierungschefs
- Jawaharlal Nehru (Indien)
- Gamal Abdel Nasser (Ägypten),
- Zhou Enlai (Volksrepublik China),
- Josip Broz Tito (Jugoslawien). Er hatte 1948 mit dem sowjetischen Diktator Stalin († 5. März 1953) gebrochen und strebte einen anderen Weg des realen Sozialismus an.
- sowie der Gastgeber und antikoloniale Befreiungsheld Sukarno (Indonesien).

Als Ergebnis der Konferenz verabschiedeten die 29 Staaten mehrere Resolutionen. In einer verurteilten sie „jede Form von Kolonialismus und Rassendiskriminierung“ und forderten die „Beachtung der Charta der Vereinten Nationen“. In einer weiteren Resolution sprachen sie sich für den „Abbau der Spannungen zwischen den Machtblöcken, eine allgemeine Abrüstung und ein Verbot von Kernwaffen“ aus. Bei der Konferenz von Bandung wurden auch erstmals Forderungen der Dritten Welt nach Gleichberechtigung und Gleichbehandlung gegenüber den ehemaligen Kolonialmächten laut. Der Geist von Bandung trug wesentlich zum Entkolonialisierungsprozess bei.
Aus den Ergebnissen der Konferenz bildete sich Anfang der 1960er Jahre die antiimperialistische Bewegung der Blockfreien Staaten. Während der Gründungsphase dieser Bewegung übernahmen Jugoslawien, Ägypten und Indien die Führungsrolle, bis diese mit der ersten Gipfelkonferenz vom 1. bis 6. September 1961 in Belgrad abgeschlossen wurde. Bei dieser Gipfelkonferenz waren 25 Staaten durch ihre Staatschefs vertreten.

In Europa waren insgesamt drei Staaten Mitglied dieser Bewegung – Jugoslawien, die Republik Zypern und Malta. Die Nachfolgestaaten Jugoslawiens (Slowenien, Kroatien, Bosnien-Herzegowina, Montenegro, Nordmazedonien und Serbien) sind seit dem Zerfall Jugoslawiens im Jahr 1991/92 nicht mehr Mitglied der blockfreien Bewegung, haben jedoch noch einen Beobachterstatus, ebenso wie die Ukraine als Nachfolgestaat der Sowjetunion. Malta und Zypern haben nach ihrem Beitritt zur Europäischen Union ihren Austritt erklärt.

Europa zur Zeit des Eisernen Vorhangs.
Warschauer-Pakt-Staaten
NATO-Staaten
militärisch neutrale Staaten
Die SFR Jugoslawien (grün) war ein blockfreier realsozialistischer Staat und nicht Teil des Ostblocks (Tito-Stalin-Bruch im Sommer 1948, siehe Titoismus). Albanien (rote Streifen) war seit 1961/68 kein Ostblockstaat mehr.

## Mitglieder

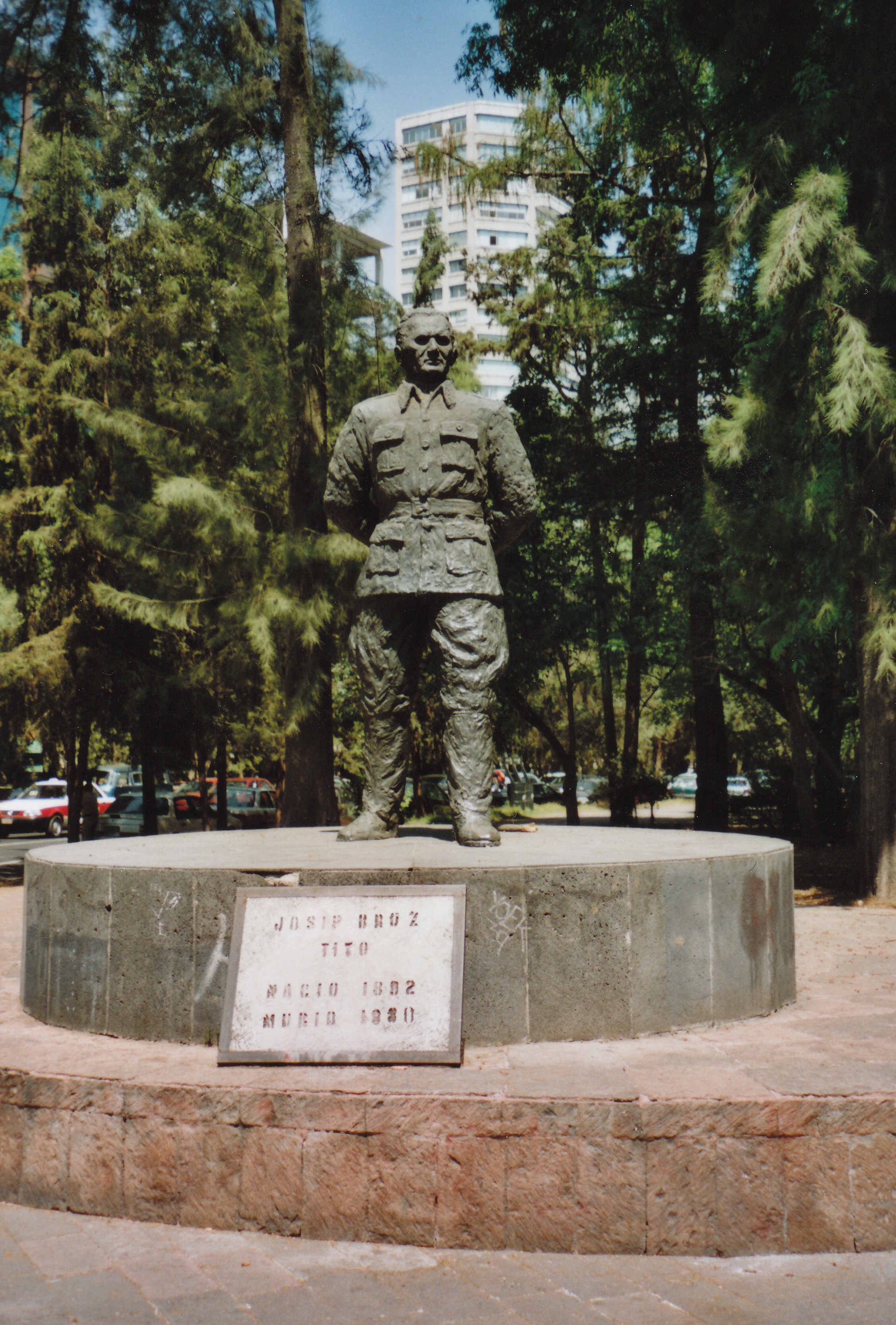
Josip-Broz-Tito-Denkmal am Paseo de la Reforma in Mexiko-Stadt. Ehrung für einen der Gründer der blockfreien Bewegung

Folgende 120 Staaten waren 2012 Mitglieder der Blockfreien-Bewegung:
- Afghanistan
- Ägypten
- Algerien
- Angola
- Antigua und Barbuda
- Äquatorialguinea
- Äthiopien
- Aserbaidschan
- Bahamas
- Bahrain
- Bangladesch
- Barbados
- Belarus
- Belize
- Benin
- Bhutan
- Bolivien
- Botswana
- Brunei
- Burkina Faso
- Burundi
- Chile
- Demokratische Republik Kongo
- Dominica
- Dominikanische Republik
- Dschibuti
- Ecuador
- Elfenbeinküste
- Eritrea
- Eswatini
- Fidschi
- Gabun
- Gambia
- Ghana
- Grenada
- Guatemala
- Guinea
- Guinea-Bissau
- Guyana
- Haiti
- Honduras
- Indien
- Indonesien
- Irak
- Iran
- Jamaika
- Jemen
- Jordanien
- Kambodscha
- Kamerun
- Kap Verde
- Katar
- Kenia
- Kolumbien
- Komoren
- Kuba
- Kuwait
- Laos
- Lesotho
- Libanon
- Liberia
- Libyen
- Madagaskar
- Malawi
- Malaysia
- Malediven
- Mali
- Marokko
- Mauretanien
- Mauritius
- Mongolei
- Mosambik
- Myanmar
- Namibia
- Nepal
- Nicaragua
- Niger
- Nigeria
- Nordkorea
- Oman
- Osttimor
- Pakistan
- Palästina
- Panama
- Papua-Neuguinea
- Peru
- Philippinen
- Republik Kongo
- Ruanda
- Saint Lucia
- Sambia
- São Tomé und Príncipe
- Saudi-Arabien
- Senegal
- Seychellen
- Sierra Leone
- Simbabwe
- Singapur
- Somalia
- Sri Lanka
- St. Kitts und Nevis
- St. Vincent und die Grenadinen
- Südafrika
- Sudan
- Suriname
- Syrien
- Tansania
- Thailand
- Togo
- Trinidad und Tobago
- Tschad
- Tunesien
- Turkmenistan
- Uganda
- Usbekistan
- Vanuatu
- Venezuela
- Vereinigte Arabische Emirate
- Vietnam
- Zentralafrikanische Republik

## Ehemalige Mitglieder
- Jugoslawien (Gründerstaat)
- Argentinien
- Malta
- Zypern
- Volksrepublik China (war zeitweise Mitglied)

## Beobachter
Die Organisation hat an 18 Staaten den offiziellen Beobachterstatus vergeben:
- Argentinien
- Armenien
- Bosnien und Herzegowina
- Brasilien
- Volksrepublik China (1992)[6]
- Costa Rica
- El Salvador
- Kasachstan
- Kirgisistan
- Kroatien
- Mexiko
- Montenegro
- Paraguay
- Russland (2021)[7]
- Serbien
- Tadschikistan
- Ukraine
- Uruguay

Zuletzt schieden 2004 Malta und die Republik Zypern aus und besitzen nunmehr nur noch Beobachterstatus, während 2006 die Zahl der Mitglieder auf 118 anwuchs. Auch die Einigung auf klare gemeinsame politische Positionen macht deutlich, dass die Bewegung der blockfreien Staaten an Bedeutung gewinnt. In nahezu allen Redebeiträgen auf dem Gipfel von Havanna wurde die Notwendigkeit einer Süd-Süd-Kooperation betont, die in Anbetracht vieler bilateraler Wirtschaftskontakte zwischen den Mitgliedsstaaten weit über die Planungsphase hinausgekommen zu sein scheint. Viele der in Havanna beschlossenen Positionen fanden sich kurze Zeit später in den Redebeiträgen auf der Vollversammlung der Vereinten Nationen wieder.

## Vorsitzender der Blockfreien Staaten
| Vorsitzender der blockfreien Bewegung | Vorsitzender der blockfreien Bewegung | Vorsitzender der blockfreien Bewegung | Vorsitzender der blockfreien Bewegung |
| Name                                  | Staat                                 | von                                   | bis                                   |
| ------------------------------------- | ------------------------------------- | ------------------------------------- | ------------------------------------- |
| Josip Broz Tito                       | Jugoslawien                           | 1961                                  | 1964                                  |
| Gamal Abdel Nasser                    | Vereinigte Arabische Republik         | 1964                                  | 1970                                  |
| Kenneth Kaunda                        | Sambia                                | 1970                                  | 1973                                  |
| Houari Boumedienne                    | Algerien                              | 1973                                  | 1976                                  |
| William Gopallawa                     | Sri Lanka                             | 1976                                  | 1978                                  |
| Junius Richard Jayewardene            | Sri Lanka                             | 1978                                  | 1979                                  |
| Fidel Castro                          | Kuba                                  | 1979                                  | 1983                                  |
| Neelam Sanjiva Reddy                  | Indien                                | 1983                                  | 1983                                  |
| Giani Zail Singh                      | Indien                                | 1983                                  | 1986                                  |
| Robert Mugabe                         | Simbabwe                              | 1986                                  | 1989                                  |
| Janez Drnovšek                        | Jugoslawien                           | 1989                                  | 1990                                  |
| Borisav Jović                         | Jugoslawien                           | 1990                                  | 1991                                  |
| Stjepan (Stipe) Mesić                 | Jugoslawien                           | 1991                                  | 1991                                  |
| Branko Kostić                         | Jugoslawien                           | 1991                                  | 1992                                  |
| Dobrica Ćosić                         | Jugoslawien                           | 1992                                  | 1992                                  |
| Suharto                               | Indonesien                            | 1992                                  | 1995                                  |
| Ernesto Samper                        | Kolumbien                             | 1995                                  | 1998                                  |
| Andrés Pastrana                       | Kolumbien                             | 1998                                  | 1998                                  |
| Nelson Mandela                        | Südafrika                             | 1998                                  | 1999                                  |
| Thabo Mbeki                           | Südafrika                             | 1999                                  | 2003                                  |
| Mahathir bin Mohamad                  | Malaysia                              | 2003                                  | 2003                                  |
| Abdullah Ahmad Badawi                 | Malaysia                              | 2003                                  | 2006                                  |
| Fidel Castro                          | Kuba                                  | 2006                                  | 2008                                  |
| Raúl Castro                           | Kuba                                  | 2008                                  | 2009                                  |
| Husni Mubarak                         | Ägypten                               | 2009                                  | 2011                                  |
| Mohammed Hussein Tantawi              | Ägypten                               | 2011                                  | 2012                                  |
| Mohammed Mursi                        | Ägypten                               | 2012                                  | 2012                                  |
| Mahmud Ahmadineschad                  | Iran                                  | 2012                                  | 2013                                  |
| Hassan Rohani                         | Iran                                  | 2013                                  | 2016                                  |
| Nicolás Maduro                        | Venezuela                             | 2016                                  | 2019                                  |
| İlham Əliyev                          | Aserbaidschan                         | 2019                                  | 2024                                  |
| Yoweri Museveni                       | Uganda                                | 2024                                  |                                       |

## Gipfelkonferenzen
1. 1961: Belgrad
2. 1964: Kairo
3. 1970: Lusaka
4. 1973: Algier
5. 1976: Colombo
6. 1979: Havanna
7. 1983: Neu-Delhi
8. 1986: Harare
9. 1989: Belgrad
10. 1992: Jakarta
11. 1995: Cartagena de Indias
12. 1998: Durban
13. 2003: Kuala Lumpur
14. 2006: Havanna
15. 2009: Scharm asch-Schaich
16. 2012: Teheran
17. 2016: Isla Margarita
18. 2019: Baku
19. 2021: Belgrad[9]

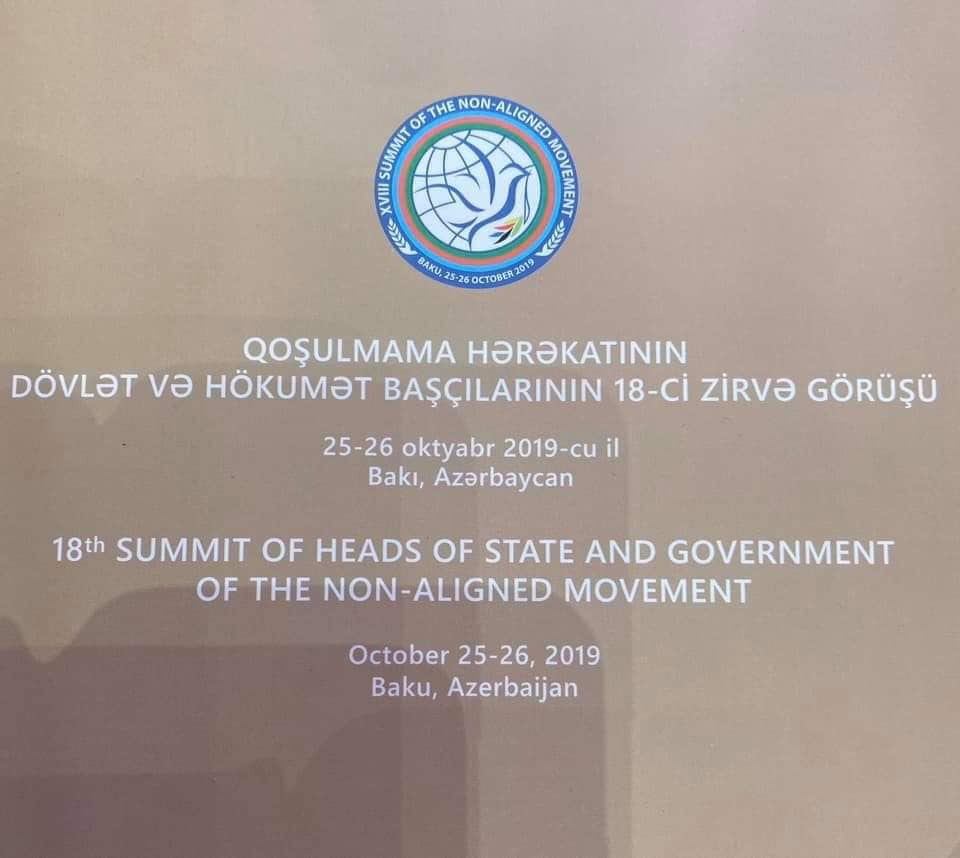
18. Gipfel in Baku (2019)

20. 2024: Kampala, 19. Gipfelkonferenz[10]

2011 fand in Belgrad ein Treffen zum 50. Jahrestag der ersten Gipfelkonferenz statt.